# Ferreras de Abajo
Ferreras de Abajo è un comune spagnolo di 627 abitanti situato nella comunità autonoma di Castiglia e León.